# Bruno Senna
Bruno Senna Lalli (* 15. Oktober 1983 in São Paulo) ist ein ehemaliger brasilianischer Automobilrennfahrer und Neffe des dreimaligen Formel-1-Weltmeisters Ayrton Senna. Er wurde 2008 Vizemeister der GP2-Serie und startete von 2010 bis 2012 in der Formel 1. 2013 fuhr er in der FIA-Langstrecken-Weltmeisterschaft. Von 2014 bis 2016 ging er in der FIA-Formel-E-Meisterschaft an den Start.

## Karriere

### Anfänge im Motorsport
Wegen des tragischen Unfalltodes seines prominenten Onkels, Ayrton Senna, im Jahr 1994 sowie des Todes seines Vaters bei einem Motorradunfall 1996 unterdrückte Senna in Jugendjahren den Wunsch nach einer Rennfahrerkarriere. Erst im Alter von zwanzig Jahren eröffnete er seiner Mutter Viviane, der Schwester Ayrton Sennas und Vorsitzenden des Instituto Ayrton Senna, seine Pläne.
Wie sein Onkel Ayrton begann auch Bruno Senna seine Karriere im Vereinigten Königreich, ohne je ein Autorennen in Brasilien gefahren zu sein. Die Vorbedingungen für seine Karriere waren jedoch grundlegend verschieden: Anders als sein Onkel hatte Senna keine Erfahrung im Kartsport gesammelt, da er dafür zu Beginn seiner aktiven Karriere bereits zu alt war. Private Trainingsstunden mit seinem Onkel im Alter von fünf Jahren waren die einzige Grundlage für Sennas erste Runden in einem Formel BMW in Großbritannien. Doch sein Talent war zu erkennen und seine Familie willigte in einige Proberennen ein.
Der ehemalige Formel-1-Pilot Gerhard Berger, der ein enger Freund Ayrton Sennas war, suchte für das Debüt ein Formel-BMW-Cockpit beim erfahrenen Carlin-Team von Trevor Carlin aus. Senna startete zu sechs Rennen. Darüber hinaus nahm er an einem Rennen der asiatischen Formel Renault Challenge als Gaststarter teil. Dabei erreichte er das Ziel innerhalb der ersten drei Piloten. Ende 2004 durfte Senna anlässlich des Großen Preises von Brasilien der Formel 1 in Interlagos zunächst einige Schaurunden mit einem ehemaligen Rennwagen seines Onkels fahren.

### Formel 3

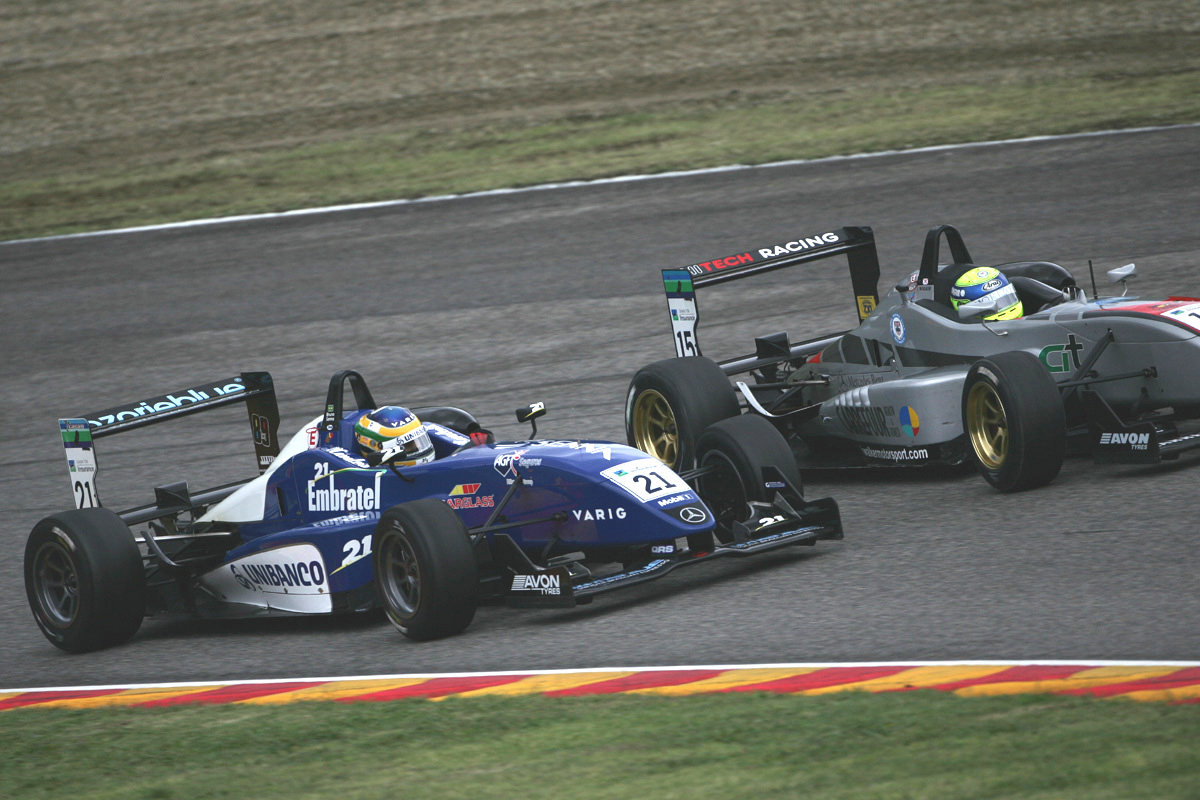
Bruno Senna 2006 in der Britischen Formel 3

Weil Senna 2004 bereits 21 Jahre alt war und in der Formel BMW erste Erfahrungen im Formelsport gesammelt hatte, riet ihm Gerhard Berger, eine volle Saison in der britischen Formel-3-Meisterschaft zu absolvieren und er erhielt ein Cockpit bei Räikkönen Robertson Racing, dem Rennstall des Formel-1-Piloten Kimi Räikkönen. Bereits bei seinem Debütrennen erreichte er den sechsten Platz. Nach Mitte der Saison gelang ihm ein zweiter Startplatz in Silverstone und mit Platz drei im Rennen der erste Podestplatz. Wenig später errang er seine erste Pole-Position am Nürburgring und beendete das Rennen als Zweiter. Beim Finallauf in Silverstone holte er einen weiteren zweiten Platz. Somit standen nach seiner ersten kompletten Saison im Motorsport drei Podestplätze und eine Pole-Position bei 22 Starts sowie mit 75 Punkten der zehnte Gesamtrang zu Buche. Seinem Teamkollegen Dan Clarke, der mit 160 Punkten Fünfter wurde, unterlag er. Allerdings verfügte Clarke im Gegensatz zu Senna schon über einige Erfahrung im Formelsport.
Auch die Saison 2006 bestritt Senna in der britischen Formel 3 für Räikkönen Robertson Racing. Bereits zum Auftakt im Oulton Park gelang Senna der erste Sieg, nachdem er bereits die Qualifikation für sich entschieden hatte. Auch den zweiten und dritten Lauf gewann Senna und führte damit zunächst unangefochten das Klassement an. Am Saisonende musste er sich im Kampf um den Titel aber Mike Conway, der zugleich sein Teamkollege war, geschlagen geben und er wurde mit fünf Siegen Dritter in der Meisterschaft. Das Duell verlor er mit 250 zu 321 Punkten. Außerdem startete er 2006 bei je einem Rennen im Porsche Carrera Cup Deutschland und im Porsche Supercup sowie bei vier Rennen der australischen Formel 3, von denen er drei für sich entschied.

### GP2-Serie

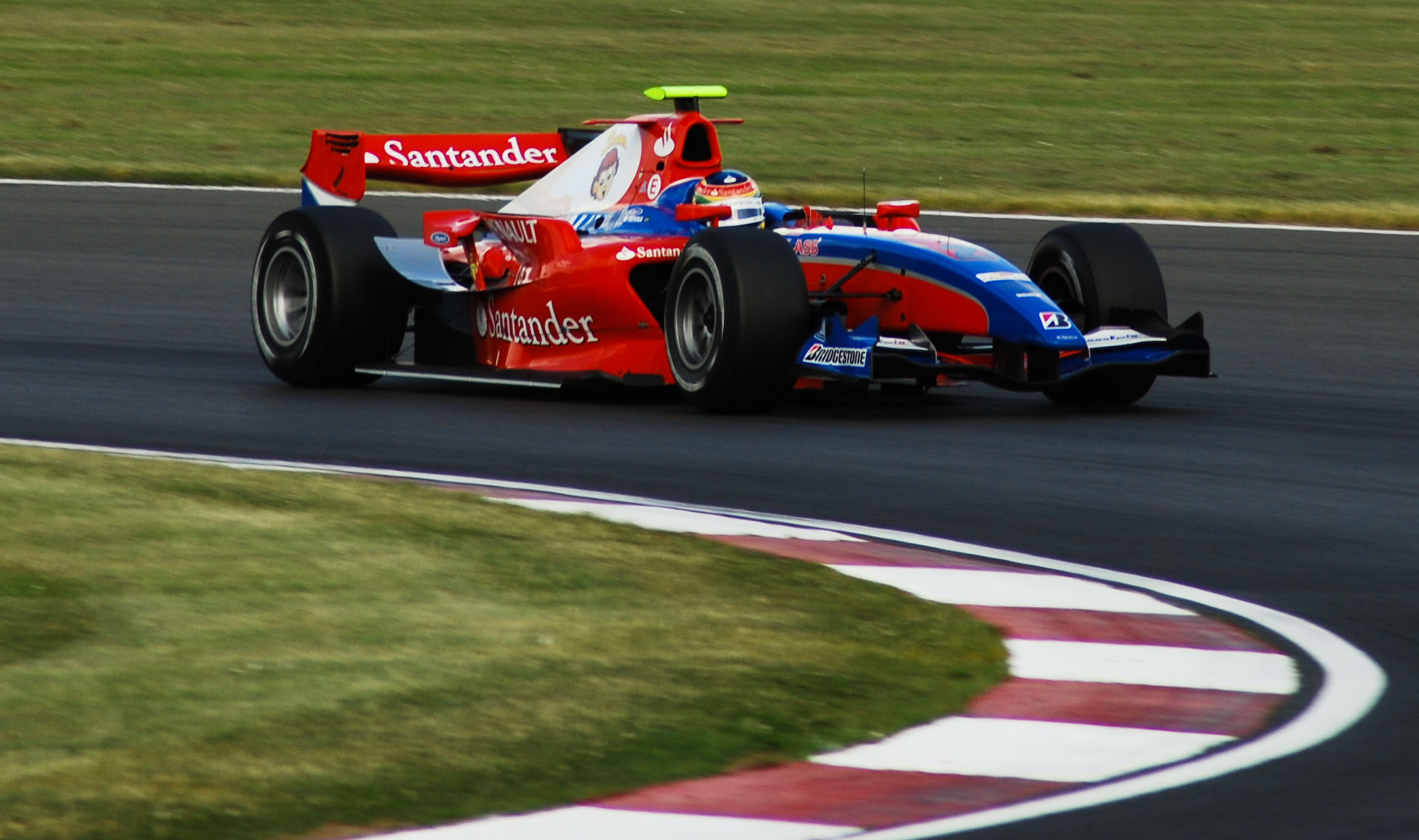
Bruno Senna in der GP2-Serie 2008 in Silverstone

Zur Saison 2007 wechselte Senna in die GP2-Serie, wo er für das Team Arden International an den Start ging. Bereits am zweiten Rennwochenende gelang ihm in Barcelona der erste Sieg, der jedoch der einzige der Saison blieb. Am Ende hatte Senna 34 Punkte auf dem Konto und belegte damit den achten Platz in der Gesamtwertung. Intern setzte er sich gegen Adrian Zaugg, der 10 Punkte erzielt hatte, deutlich durch.
Nach dem Ende der Saison wechselte er zum amtierenden Meisterteam iSport International und wurde Teamkollege des Inders Karun Chandhok. Beide Piloten traten zunächst in der ersten Saison der GP2-Asia-Serie an. Senna erreichte zwei zweite Plätze und belegte den fünften Gesamtrang. In der regulären GP2-Serie blieb Senna 2008 zusammen mit Chandhok bei iSport. In Monaco gewann er sein zweites GP2-Rennen. Der Sieg wurde weltweit beachtet, da Senna auf den Tag genau 15 Jahre nach dem letzten Erfolg seines Onkels in Monaco triumphiert hatte. Im weiteren Verlauf der Saison zeigte sich, dass Senna Meisterschaftschancen hatte. Er sammelte insgesamt sechs Podiumsplätze und siegte noch ein weiteres Mal, unterlag jedoch im Finale dem Italiener Giorgio Pantano um neun Punkte.
Im November 2008 absolvierte Senna erste Testfahrten für das Formel-1-Team des japanischen Automobilherstellers Honda – mit dem Ziel, für 2009 ein Renncockpit zu erhalten. Dabei erzielte er insgesamt bessere Zeiten als sein Landsmann und direkter Konkurrent Lucas di Grassi. Nach dem überraschenden Rückzug Hondas Ende 2008 entschied sich das Nachfolgeteam Brawn GP wenige Wochen vor Beginn der Saison 2009 gegen Senna und für Rubens Barrichello; danach wurde er mit einem DTM-Einstieg in Verbindung gebracht und hat dort für Mercedes im März 2009 erste Testfahrten absolviert. Zu einem Engagement für die DTM-Saison 2009 kam es letztlich aber nicht.

### Le Mans Series

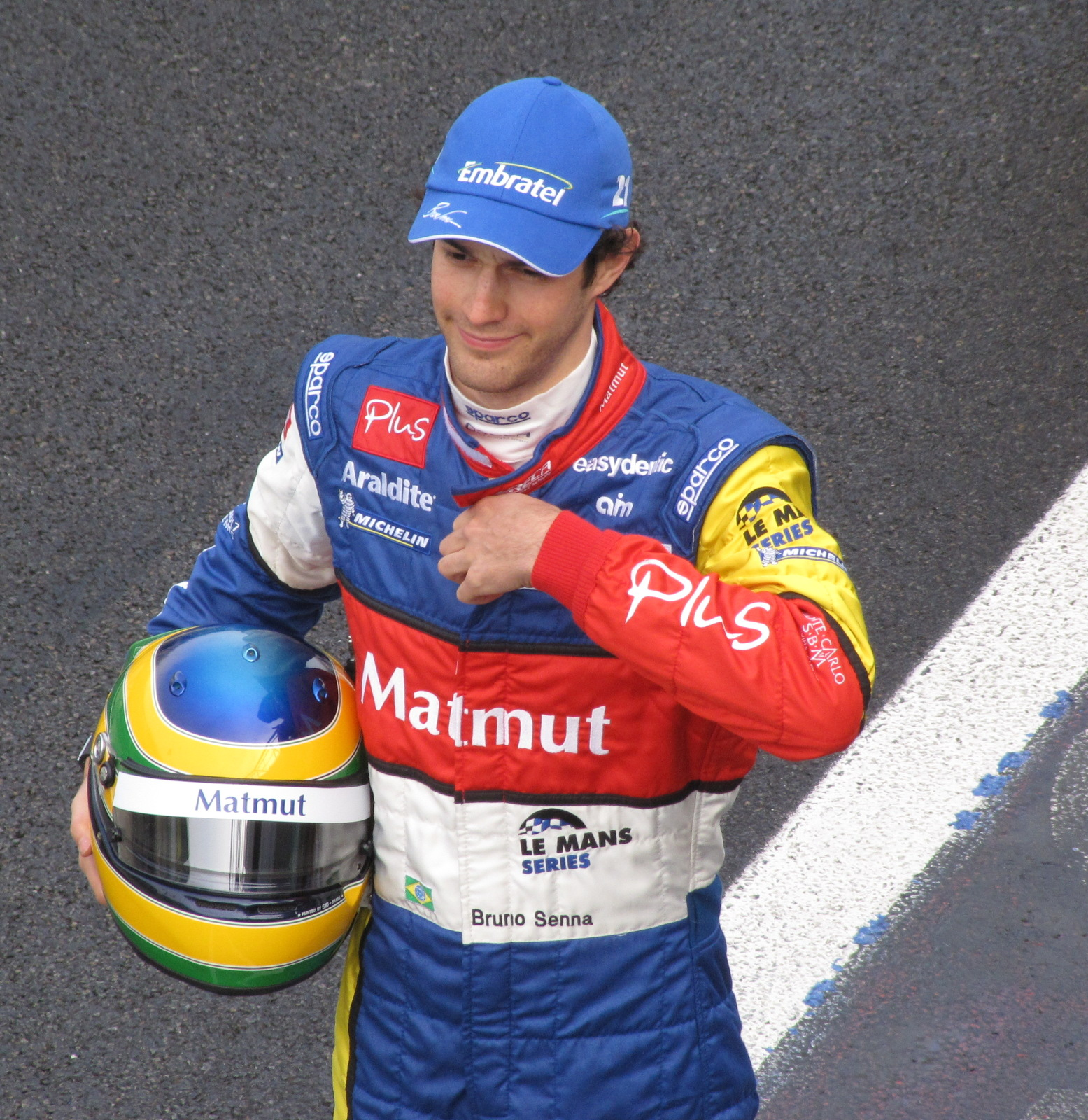
Bruno Senna beim 1000-km-Rennen von Spa-Francorchamps 2009

Nach diversen geplatzten Vertragsverhandlungen unterzeichnete Senna beim französischen Rennstall ORECA und fuhr in der Saison 2009 in der Le Mans Series. An der Seite von Stéphane Ortelli beendete er den ersten Lauf des Jahres unter den ersten drei. Beim 1000-km-Rennen in Spa hatte Senna hingegen einen schweren Unfall in der Bus-Stop-Schikane, entstieg dem ORECA 01 jedoch aus eigener Kraft. Für das 24-Stunden-Rennen von Le Mans wurde das Team Ortelli/Senna zudem von Tiago Monteiro verstärkt. Nach einigen Problemen mit dem Fahrzeug fiel das Trio im Rennen zurück und wurde zugunsten des in den Top 5 platzierten Schwesterfahrzeugs aufgegeben. Monteiro nahm sein Heimrennen in Algarve nun gemeinsam mit Senna in Angriff. Wie beim Auftaktrennen in Spanien beendete Senna den Meisterschaftslauf auf dem Podium. Danach splittete das Team die Einsätze der Fahrzeuge, um sowohl in der American Le Mans Series, Asian Le Mans Series als auch am letzten Rennen der Le Mans Series teilzunehmen. Im Gegenzug trat ORECA jedoch nur noch mit einem Le-Mans-Prototyp pro Rennwochenende an und so blieb Senna ein weiterer Rennstart in dieser Saison verwehrt.

### Formel 1

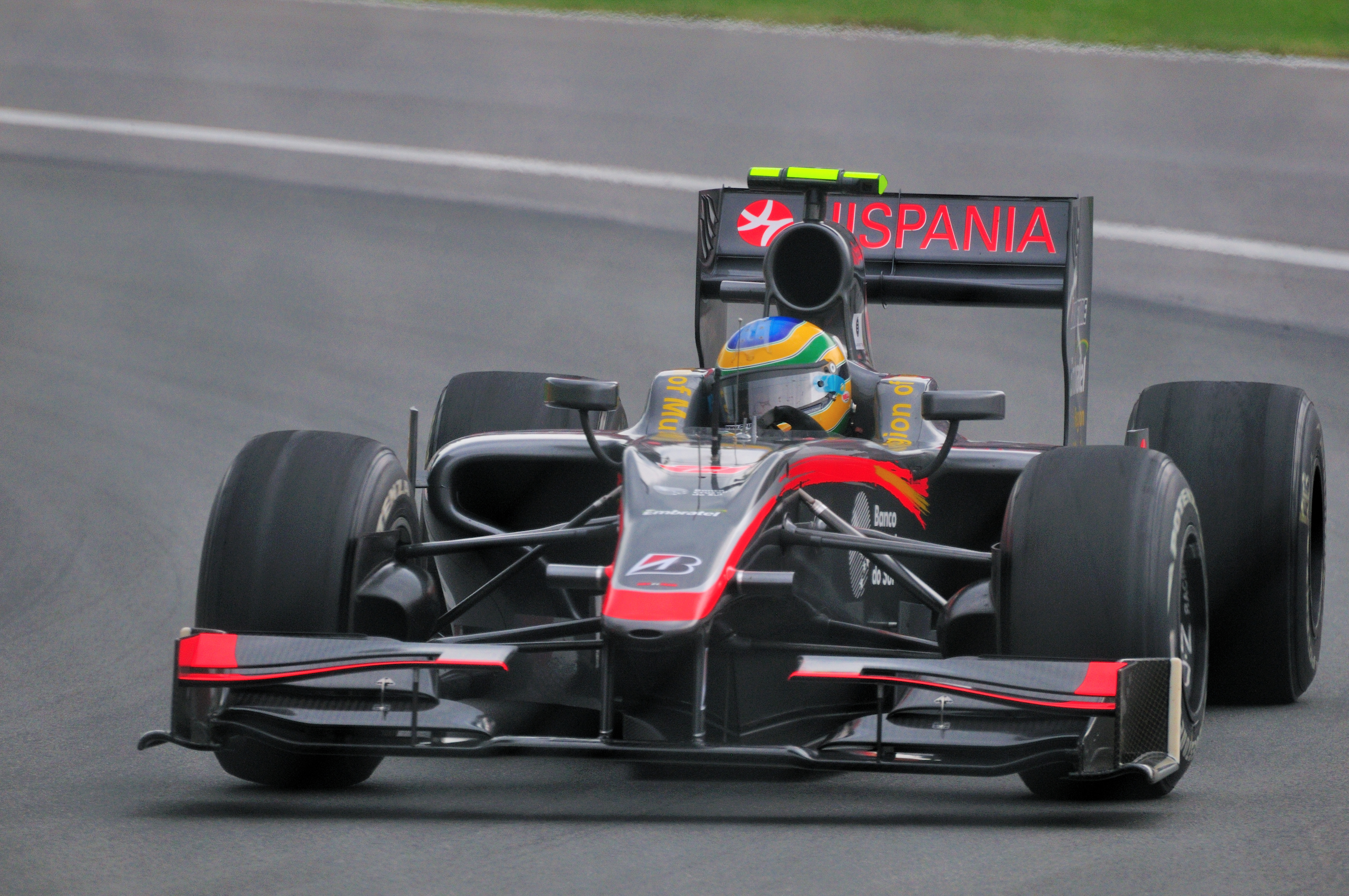
Senna im HRT beim Großen Preis von Kanada 2010

Ende Oktober 2009 wurde offiziell bekannt gegeben, dass Senna in der Saison 2010 für das spanische Team Campos Grand Prix in der Formel 1 starten sollte. Allerdings wurde Campos wenige Wochen vor Saisonende verkauft und Senna wurde vom Nachfolgeteam HRT weiterverpflichtet. Bei HRT traf er erneut auf Karun Chandhok, der sein Teamkollege wurde. Sein ehemaliger iSport-Teamchef Paul Jackson lobte das Team für diese Fahrerwahl, da sich die beiden Piloten in ihrer gemeinsamen GP2-Saison kollegial für das Team engagiert hatten. Nachdem er bei den ersten zwei Rennen mit technischen Defekten ausgeschieden war, erreichte er beim Großen Preis von Malaysia als 16. zum ersten Mal das Ziel. Beim Großen Preis von Großbritannien wurde er einmalig durch Sakon Yamamoto ersetzt. Zum nächsten Grand Prix löste Yamamoto Chandhok ab. Im weiteren Verlauf der Saison erhielt er mit Christian Klien einen weiteren Teamkollegen. Am Saisonende belegte Senna mit einem 14. Platz als bestes Resultat den 23. Platz in der Gesamtwertung.
Nachdem Senna für die Saison 2011 zunächst kein Stammcockpit erhalten hatte, wurde er Testfahrer bei Renault. In dieser Funktion nahm er an einem Freitagstraining in Ungarn teil. Zum nachfolgenden Grand Prix in Belgien löste er schließlich Nick Heidfeld als Einsatzfahrer ab. Bereits in seinem zweiten Rennen in Italien erzielte er als Neunter seine ersten und in dieser Saison einzigen Punkte in der Formel 1. Am Saisonende lag er auf dem 18. Platz in der Weltmeisterschaft.
2012 wechselte Senna zum Team Williams, für das schon sein Onkel Ayrton an den Start gegangen war. Er ersetzte dort seinen Landsmann Rubens Barrichello. Beim zweiten Rennen, dem Großen Preis von Malaysia erzielte er mit dem sechsten Platz seine bis dahin beste Platzierung, die sein bestes Saisonergebnis blieb. Senna fuhr regelmäßig in die Punkteränge und schloss die Saison auf dem 16. Platz ab. Intern unterlag er Pastor Maldonado, der ein Rennen gewonnen hatte, mit 31 zu 45 Punkten.

### Langstrecken-Weltmeisterschaft
2013 verließ Bruno Senna die Formel 1. Er wechselte in die FIA-Langstrecken-Weltmeisterschaft und ging für Aston Martin Racing an den Start. Er bestritt jedes Rennen, war aber keinem Fahrzeug permanent zugeordnet. Er kam insgesamt in vier Fahrzeugen zum Einsatz. Senna gewann die GT-Wertung in Silverstone und Austin und entschied die GTE-Am-Klasse in Fuji für sich. Er beendete den Weltcup der GT-Fahrer auf dem achten Rang.

### Formel E
2014/15 trat Senna für Mahindra Racing in der neugegründeten FIA-Formel-E-Meisterschaft an. Chandhok ist erneut sein Teamkollege. Beim ersten Rennen, dem Beijing ePrix, schied Senna bei einer Startkollision aus. Auch im zweiten ePrix in Putrajaya kam Senna nicht ins Ziel. Diesmal hatte er in den Top 10 liegend einen Unfall in der Schlussrunde. Im dritten Rennen, dem Punta del Este ePrix, erreichte er mit dem sechsten Platz seine erste Top-10-Platzierung. Am Saisonende belegte er den zehnten Gesamtrang. 2015/16 ging Senna erneut für Mahindra in der Formel E an den Start. In London erzielte er als Zweiter eine Podest-Platzierung. Er beendete die Saison mit 52 Punkten auf dem elften Gesamtrang und lag damit einen Punkt und eine Position hinter seinem Teamkollegen Heidfeld. Nach der Saison verließ Senna Mahindra Racing.

## Statistik

### Karrierestationen
| - 2004: Britische Formel BMW (Platz 21) - 2005: Britische Formel 3 (Platz 10) - 2006: Britische Formel 3 (Platz 3) - 2007: GP2-Serie (Platz 8) - 2008: GP2-Asia-Serie (Platz 5) | - 2008: GP2-Serie (Platz 2) - 2009: Le Mans Series, LMP1 (Platz 8) - 2010: Formel 1 (Platz 23) - 2011: Formel 1 (Platz 18) - 2012: Formel 1 (Platz 16) | - 2013: WEC, GT (Platz 8) - 2015: Formel E (Platz 10) - 2016: Formel E (Platz 11) |

### Statistik in der Formel-1-Weltmeisterschaft
Diese Statistik umfasst alle Teilnahmen des Fahrers an der Formel-1-Weltmeisterschaft.

#### Gesamtübersicht
| Saison | Team                    | Chassis       | Motor           | Rennen | Siege | Zweiter | Dritter | Poles | schn. Rennrunden | Punkte | WM-Pos. |
| ------ | ----------------------- | ------------- | --------------- | ------ | ----- | ------- | ------- | ----- | ---------------- | ------ | ------- |
| 2010   | Hispania Racing F1 Team | HRT F110      | Cosworth 2.4 V8 | 18     | –     | –       | –       | –     | –                | –      | 23.     |
| 2011   | Lotus Renault GP        | Renault R31   | Renault 2.4 V8  | 8      | –     | –       | –       | –     | –                | 2      | 18.     |
| 2012   | Williams F1             | Williams FW34 | Renault 2.4 V8  | 20     | –     | –       | –       | –     | 1                | 31     | 16.     |
| Gesamt | Gesamt                  | Gesamt        | Gesamt          | 46     | –     | –       | –       | –     | 1                | 33     |         |

#### Einzelergebnisse
| Saison | 1   | 2  | 3   | 4   | 5   | 6   | 7   | 8  | 9  | 10 | 11 | 12  | 13  | 14  | 15 | 16 | 17 | 18 | 19  | 20 |
| ------ | --- | -- | --- | --- | --- | --- | --- | -- | -- | -- | -- | --- | --- | --- | -- | -- | -- | -- | --- | -- |
| 2010   |     |    |     |     |     |     |     |    |    |    |    |     |     |     |    |    |    |    |     |    |
| DNF    | DNF | 16 | 16  | DNF | DNF | DNF | DNF | 20 |    | 19 | 17 | DNF | DNF | DNF | 15 | 14 | 21 | 19 |     |    |
| 2011   |     |    |     |     |     |     |     |    |    |    |    |     |     |     |    |    |    |    |     |    |
|        |     |    |     |     |     |     |     |    |    | PO | 13 | 9   | 15  | 16  | 13 | 12 | 16 | 17 |     |    |
| 2012   |     |    |     |     |     |     |     |    |    |    |    |     |     |     |    |    |    |    |     |    |
| 16*    | 6   | 7  | 22* | DNF | 10  | 17  | 10  | 9  | 17 | 7  | 12 | 10  | 18* | 14  | 15 | 10 | 8  | 10 | DNF |    |

| Legende  | Legende            | Legende                                                          |
| Farbe    | Abkürzung          | Bedeutung                                                        |
| -------- | ------------------ | ---------------------------------------------------------------- |
| Gold     | –                  | Sieg                                                             |
| Silber   | –                  | 2. Platz                                                         |
| Bronze   | –                  | 3. Platz                                                         |
| Grün     | –                  | Platzierung in den Punkten                                       |
| Blau     | –                  | Klassifiziert außerhalb der Punkteränge                          |
| Violett  | DNF                | Rennen nicht beendet (did not finish)                            |
| Violett  | NC                 | nicht klassifiziert (not classified)                             |
| Rot      | DNQ                | nicht qualifiziert (did not qualify)                             |
| Rot      | DNPQ               | in Vorqualifikation gescheitert (did not pre-qualify)            |
| Schwarz  | DSQ                | disqualifiziert (disqualified)                                   |
| Weiß     | DNS                | nicht am Start (did not start)                                   |
| Weiß     | WD                 | zurückgezogen (withdrawn)                                        |
| Hellblau | PO                 | nur am Training teilgenommen (practiced only)                    |
| Hellblau | TD                 | Freitags-Testfahrer (test driver)                                |
| ohne     | DNP                | nicht am Training teilgenommen (did not practice)                |
| ohne     | INJ                | verletzt oder krank (injured)                                    |
| ohne     | EX                 | ausgeschlossen (excluded)                                        |
| ohne     | DNA                | nicht erschienen (did not arrive)                                |
| ohne     | C                  | Rennen abgesagt (cancelled)                                      |
| ohne     | keine WM-Teilnahme |                                                                  |
| sonstige | P/fett             | Pole-Position                                                    |
| sonstige | 1/2/3/4/5/6/7/8    | Punktplatzierung im Sprint-/Qualifikationsrennen                 |
| sonstige | SR/kursiv          | Schnellste Rennrunde                                             |
| sonstige | *                  | nicht im Ziel, aufgrund der zurückgelegten Distanz aber gewertet |
| sonstige | ()                 | Streichresultate                                                 |
| sonstige | unterstrichen      | Führender in der Gesamtwertung                                   |

### Einzelergebnisse in der FIA-Formel-E-Meisterschaft
| Jahr    | Team            | 1    | 2    | 3   | 4   | 5    | 6   | 7    | 8   | 9   | 10   | 11  | Punkte | Rang |
| ------- | --------------- | ---- | ---- | --- | --- | ---- | --- | ---- | --- | --- | ---- | --- | ------ | ---- |
| 2014/15 | Mahindra Racing | BEI  | PUT  | PUN | BUE | MIA  | LBH | MON  | BER | MOS | LON  | LON | 40     | 10.  |
| 2014/15 | Mahindra Racing | DNF° | 14*° | 6   | 5°  | DNF° | 5   | DNF° | 18  | 16  | (14) | 7   | 40     | 10.  |
| 2015/16 | Mahindra Racing | BEI  | PUT  | PUN | BUE | MEX  | LBH | PAR  | BER | LON | LON  |     | 52     | 11.  |
| 2015/16 | Mahindra Racing | 13   | 5    | DNF | 10  | 10   | 5   | 9    | 15  | 2   | 6    |     | 52     | 11.  |

| Legende                      | Legende       | Legende                                                                 |
| Farbe                        | Abkürzung     | Bedeutung                                                               |
| ---------------------------- | ------------- | ----------------------------------------------------------------------- |
| Gold                         | —             | Sieger                                                                  |
| Silber                       | —             | 2. Platz                                                                |
| Bronze                       | —             | 3. Platz                                                                |
| Grün                         | —             | Platzierung in den Punkten                                              |
| Blau                         | —             | Klassifiziert außerhalb der Punkteränge                                 |
| Violett                      | DNF           | Rennen nicht beendet                                                    |
| Violett                      | NC            | nicht klassifiziert                                                     |
| Rot                          | DNQ           | nicht qualifiziert                                                      |
| Schwarz                      | DSQ           | disqualifiziert                                                         |
| Weiß                         | DNS           | nicht am Start                                                          |
| Weiß                         | WD            | zurückgezogen                                                           |
| Weiß                         | C             | Rennen abgesagt                                                         |
| Blanko                       |               | nicht teilgenommen                                                      |
| Blanko                       | DNP           | gemeldet, aber nicht teilgenommen                                       |
| Blanko                       | INJ           | verletzt oder krank                                                     |
| Blanko                       | EX            | ausgeschlossen                                                          |
| sonstige Formate und Zeichen | P/fett        | Pole-Position                                                           |
| sonstige Formate und Zeichen | kursiv        | Schnellste Rennrunde (ab 2017/18: Schnellste Rennrunde der ersten Zehn) |
| sonstige Formate und Zeichen | unterstrichen | Führender in der Gesamtwertung                                          |
| sonstige Formate und Zeichen | °             | FanBoost                                                                |
| sonstige Formate und Zeichen | *             | nicht im Ziel, aufgrund der zurückgelegten Distanz aber gewertet        |
| sonstige Formate und Zeichen | ( )           | Streichresultat                                                         |

### Le-Mans-Ergebnisse
| Jahr | Team                  | Fahrzeug                 | Teamkollege         | Teamkollege        | Platzierung | Ausfallgrund |
| ---- | --------------------- | ------------------------ | ------------------- | ------------------ | ----------- | ------------ |
| 2009 | Team ORECA Matmut AIM | ORECA 01                 | Stéphane Ortelli    | Tiago Monteiro     | Ausfall     | Motorschaden |
| 2013 | Aston Martin Racing   | Aston Martin Vantage GTE | Frédéric Makowiecki | Rob Bell           | Ausfall     | Unfall       |
| 2014 | Aston Martin Racing   | Aston Martin Vantage GTE | Stefan Mücke        | Darren Turner      | Rang 33     |              |
| 2016 | RGR Sport by Morand   | Ligier JS P2             | Ricardo González    | Filipe Albuquerque | Rang 15     |              |
| 2017 | Vaillante Rebellion   | Oreca 07                 | Nicolas Prost       | Julien Canal       | Rang 16     |              |
| 2018 | Rebellion Racing      | Rebellion R13            | Neel Jani           | André Lotterer     | Rang 4      |              |
| 2019 | Rebellion Racing      | Rebellion R13            | Neel Jani           | André Lotterer     | Rang 4      |              |
| 2020 | Rebellion Racing      | Rebellion R13            | Gustavo Menezes     | Norman Nato        | Rang 2      |              |

### Sebring-Ergebnisse
| Jahr | Team                | Fahrzeug                | Teamkollege           | Teamkollege   | Teamkollege     | Platzierung | Ausfallgrund |
| ---- | ------------------- | ----------------------- | --------------------- | ------------- | --------------- | ----------- | ------------ |
| 2013 | Aston Martin Racing | Aston Martin Vantage V8 | Stefan Mücke          | Darren Turner |                 | Rang 23     |              |
| 2017 | Tequila Patron ESM  | OnRoak Nissan DPi       | Johannes van Overbeek | Ed Brown      | Brendon Hartley | Ausfall     | Defekt       |